# Oxathres quadrimaculata
Oxathres quadrimaculata är en skalbaggsart som beskrevs av Monné 1976. Oxathres quadrimaculata ingår i släktet Oxathres och familjen långhorningar. Inga underarter finns listade i Catalogue of Life.